# Teorema di Hamilton-Cayley
In algebra lineare, il teorema di Hamilton-Cayley, il cui nome è dovuto a William Rowan Hamilton e Arthur Cayley, asserisce che ogni applicazione lineare di uno spazio vettoriale di dimensione finita su un campo {\displaystyle K} in sé stesso (o equivalentemente ogni matrice quadrata) è una radice del suo polinomio caratteristico, visto come polinomio a coefficienti in {\displaystyle K} valutabile sull'algebra degli endomorfismi (o delle matrici quadrate).
Più precisamente, se {\displaystyle A} è la trasformazione lineare nello spazio {\displaystyle n}-dimensionale (o, equivalentemente, una matrice {\displaystyle n\times n}) e {\displaystyle I_{n}} è l'operatore identità (o, equivalentemente, la matrice identità), allora vale:
{\displaystyle (-1)^{n}A^{n}+(-1)^{n-1}\mathrm {tr} (A)A^{n-1}+\ldots +\det(A)I_{n}=0.}
Questo risultato implica che il polinomio minimo divide il polinomio caratteristico, ed è quindi utile per trovare la forma canonica di Jordan di una applicazione o matrice. Inoltre, rende effettuabile analiticamente il calcolo di qualsiasi funzione di matrice. Il teorema di Hamilton–Cayley vale anche per matrici quadrate su anelli commutativi.

## Il teorema
Un endomorfismo di uno spazio vettoriale {\displaystyle V} su un campo {\displaystyle K} è una trasformazione lineare {\displaystyle T\colon V\to V}. L'insieme degli endomorfismi su {\displaystyle V}, con le operazioni di addizione, moltiplicazione per scalare e composizione, è una {\displaystyle K}-algebra denotata con {\displaystyle {\textrm {End}}_{K}(V)} o {\displaystyle {\textrm {End}}(V)}. Analogamente, le matrici quadrate di ordine {\displaystyle n} a valori in {\displaystyle K}, con le operazioni di somma, prodotto per scalare e prodotto, formano una {\displaystyle K}-algebra denotata con {\displaystyle M(n,K)} o {\displaystyle M(n)}.
Se {\displaystyle V} ha dimensione {\displaystyle n}, considerando una base {\displaystyle B} per {\displaystyle V} si può associare a ogni endomorfismo di {\displaystyle {\textrm {End}}_{K}(V)} una matrice di {\displaystyle M(n,K)} tramite un isomorfismo.
Inoltre, considerando un polinomio {\displaystyle p(x)} a coefficienti in {\displaystyle K}, se {\displaystyle a} è un qualsiasi elemento di una {\displaystyle K}-algebra si definisce l'elemento {\displaystyle p(a)} dell'algebra come quello ottenuto da {\displaystyle a} tramite le operazioni prescritte da {\displaystyle p} (somma, prodotto per scalare e prodotto fra elementi dell'algebra). In particolare, se {\displaystyle T} è un endomorfismo allora {\displaystyle p(T)} è un endomomorfismo, e se {\displaystyle A} è una matrice allora {\displaystyle p(A)} è una matrice.

### Enunciato
Il teorema di Hamilton-Cayley asserisce che se {\displaystyle f} è un endomorfismo di uno spazio vettoriale {\displaystyle V} di dimensione finita e {\displaystyle p(x)} è il suo polinomio caratteristico, allora {\displaystyle p(f)=0}.
Analogamente, se {\displaystyle A} è una matrice quadrata e {\displaystyle p(x)} il suo polinomio caratteristico, allora {\displaystyle p(A)=0}.

### Dimostrazione
Si consideri un generico {\displaystyle v\in V}. Se {\displaystyle v=0}, allora è banale che {\displaystyle p(f)(v)=0}, essendo {\displaystyle p(f)} un endomorfismo. Possiamo allora considerare {\displaystyle v\neq 0}. Prendiamo {\displaystyle k\in \mathbb {N} } massimo tale che {\displaystyle v,} {\displaystyle f(v),} {\displaystyle f^{2}(v),} {\displaystyle \ldots ,} {\displaystyle f^{k-1}(v)} siano linearmente indipendenti, cioè {\displaystyle f^{k}(v)=a_{k}v+a_{k-1}f(v)+\ldots +a_{1}f^{k-1}(v)}. 
Possiamo completare questo insieme di vettori ad una base di {\displaystyle V}, {\displaystyle B=\{v,f(v),\ldots ,f^{k-1}(v),v_{1},\ldots ,v_{n}\}}.
La matrice associata ad {\displaystyle f} rispetto a questa base sarà allora del tipo {\displaystyle M_{B}(f)={\begin{bmatrix}A&D\\0&C\end{bmatrix}}} con
{\displaystyle A={\begin{bmatrix}0&0&\dots &0&a_{k}\\1&0&\dots &0&a_{k-1}\\0&1&\dots &0&a_{k-2}\\\vdots &\vdots &\ddots &\vdots &\vdots \\0&0&\dots &1&a_{1}\end{bmatrix}}.}
La matrice {\displaystyle M_{B}(f)} è triangolare a blocchi, dunque il suo polinomio caratteristico è
{\displaystyle p_{M_{B}(f)}(t)=p_{C}(t)p_{A}(t)=p_{C}(t)(-1)^{k}(t^{k}-a_{1}t^{k-1}-\ldots -a_{k}),}
da cui
{\displaystyle p_{M_{B}(f)}(f)=p_{C}(f)(-1)^{k}(f^{k}-a_{1}f^{k-1}-\ldots -a_{k}).}
Applicando questo endomorfismo a {\displaystyle v}, otteniamo
{\displaystyle p_{M_{B}(f)}(f)(v)=p_{C}(f)(-1)^{k}(f^{k}(v)-a_{1}f^{k-1}(v)-\ldots -a_{k}v).}
Ma per quanto visto, {\displaystyle f^{k}(v)=a_{1}f^{k-1}(v)+\ldots +a_{k}v}, dunque {\displaystyle p_{M_{B}(f)}(f)(v)=0} e dalla generalità di {\displaystyle v} segue la tesi.

## Esempio
Si consideri per esempio la matrice:
{\displaystyle A={\begin{bmatrix}1&2\\3&4\end{bmatrix}}.}
Il suo polinomio caratteristico è dato da:
{\displaystyle p(\lambda )=\det {\begin{bmatrix}1-\lambda &2\\3&4-\lambda \end{bmatrix}}=(1-\lambda )(4-\lambda )-2\cdot 3=\lambda ^{2}-5\lambda -2.}
Il teorema di Cayley–Hamilton implica che:
{\displaystyle A^{2}-5A-2I_{2}=0,}
il che si può facilmente verificare.

## Applicazioni

### Diagonalizzabilità
Il teorema introduce alla definizione di polinomio minimo, uno strumento molto potente per verificare se una matrice o applicazione è diagonalizzabile. Ad esempio, in questo modo si verifica rapidamente se una matrice {\displaystyle A} che soddisfa alcune relazioni polinomiali, quali {\displaystyle A^{2}=I_{n}} oppure {\displaystyle A^{2}=A}, è diagonalizzabile.

### Potenza di matrice
Il teorema permette di calcolare potenze di matrici ad esponente intero più semplicemente che con la moltiplicazione diretta, mentre per il calcolo di potenze ad esponente arbitrario è necessario fare leva anche sulla teoria della funzione di matrice. Ad esempio, usando il risultato precedente:
{\displaystyle A^{2}-5A-2I_{2}=0,}
{\displaystyle A^{2}=5A+2I_{2},}
si può calcolare {\displaystyle A^{4}} nel modo seguente:
{\displaystyle A^{3}=(5A+2I_{2})A=5A^{2}+2A=5(5A+2I_{2})+2A=27A+10I_{2},}
{\displaystyle A^{4}=A^{3}A=(27A+10I_{2})A=27A^{2}+10A=27(5A+2I_{2})+10A,}
{\displaystyle A^{4}=145A+54I_{2}.}
Analogamente:
{\displaystyle A^{-1}=A^{-1}I_{2}=A^{-1}{\frac {A^{2}-5A}{2}}={\frac {A-5I_{2}}{2}},}
{\displaystyle A^{-2}=A^{-1}A^{-1}={\frac {A^{2}-10A+25I_{2}}{4}}={\frac {(5A+2I_{2})-10A+25I_{2}}{4}}={\frac {-5A+27I_{2}}{4}}.}

## Dimostrazione
Si fornisce una dimostrazione analitica nel caso in cui {\displaystyle K} sia il campo dei numeri reali o complessi: sia {\displaystyle A} una matrice quadrata con {\displaystyle n} righe. Si supponga inizialmente che {\displaystyle A} sia diagonalizzabile sul campo dei numeri complessi. Quindi {\displaystyle A} è simile a {\displaystyle D} diagonale, in altre parole esiste una matrice invertibile {\displaystyle M} tale che:
{\displaystyle A=M^{-1}DM.}
Le matrici {\displaystyle D} e {\displaystyle A} hanno lo stesso polinomio caratteristico, che si fattorizza come:
{\displaystyle p(x)=(\lambda _{1}-x)\cdots (\lambda _{n}-x),}
dove {\displaystyle \lambda _{1},\dots ,\lambda _{n}} sono gli autovalori di {\displaystyle A} (con molteplicità), presenti sulla diagonale di {\displaystyle D}. Qui è facile verificare che {\displaystyle p(D)} è il prodotto di matrici diagonali con zeri che variano sulla diagonale, e perciò è la matrice nulla. D'altra parte, si verifica che:
{\displaystyle p(A)=p(M^{-1}DM)=M^{-1}p(D)M=M^{-1}0M=0.}
Si è dimostrato il teorema per le matrici diagonalizzabili. L'insieme delle matrici diagonalizzabili su {\displaystyle \mathbb {C} } formano un insieme denso nello spazio topologico delle matrici {\displaystyle n\times n} in {\displaystyle \mathbb {C} }. La funzione che associa ad una matrice {\displaystyle A} la matrice {\displaystyle P(A)} è continua. Una funzione continua che vale sempre zero su un denso vale zero ovunque, da cui la tesi.
Nel caso di matrici su un campo {\displaystyle K} qualsiasi, si può ottenere una dimostrazione secondo la traccia seguente. Si estende per cominciare {\displaystyle K} alla sua chiusura algebrica {\displaystyle F}. In {\displaystyle F} la matrice {\displaystyle A} ha dunque {\displaystyle n} autovalori (contando le molteplicità), e può quindi essere messa in forma triangolare. Ora per le matrici triangolari il teorema è facilmente verificato, in modo simile a quanto appena visto per le matrici diagonali.